# 羅霍維斯莫利亞里
51°20′44″N 23°48′4″E / 51.34556°N 23.80111°E
罗霍维斯莫利亚里（烏克蘭語：Рогові Смолярі），2024年9月前名为羅霍維斯莫利亞雷（烏克蘭語：Рогові Смоляри），是烏克蘭的村落，位於該國西部沃倫州，由科韋利區里夫内乡级市镇負責管轄，面積0.77平方公里，海拔高度170米，2001年人口214，人口密度每平方公里277.92人。
2024年9月19日，乌克兰最高拉达将此村改名为罗霍维斯莫利亚里。